# Campionati del mondo di atletica leggera 2019 - Staffetta 4×100 metri femminile
La staffetta 4×100 metri femminile dei Campionati del mondo di atletica leggera 2019 si è svolta tra il 4 e il 5 ottobre.

## Podio
| Pos.    | Nazionalità                                                                                            | Prestazione |
| ------- | --- | ----------- |
| Oro     | Giamaica Natalliah Whyte, Shelly-Ann Fraser-Pryce, Jonielle Smith, Shericka Jackson, Natasha Morrison* | 41"44       |
| Argento | Gran Bretagna Asha Philip, Dina Asher-Smith, Ashleigh Nelson, Daryll Neita, Imani Lansiquot*           | 41"85       |
| Bronzo  | Stati Uniti Dezerea Bryant, Teahna Daniels, Morolake Akinosun, Kiara Parker                            | 42"10       |

## Situazione pre-gara

### Record
Prima di questa competizione, il record del mondo (RM) e il record dei campionati (RC) erano i seguenti.
| Record                | Prestazione | Atleta                                                                                       | Data                               | Competizione               |
| --------------------- | ----------- | -------------------------------------------------------------------------------------------- | ---------------------------------- | -------------------------- |
| Record mondiale       | 40"82       | Stati Uniti Tianna Madison, Allyson Felix, Bianca Knight, Carmelita Jeter                    | 10 agosto 2012 Londra, Regno Unito | Giochi della XXX Olimpiade |
| Record dei campionati | 41"07       | Giamaica Veronica Campbell-Brown, Natasha Morrison, Elaine Thompson, Shelly-Ann Fraser-Pryce | 29 agosto 2015 Pechino, Cina       | Mondiali 2015              |

### Campioni in carica
I campioni in carica, a livello mondiale e olimpico, erano:
| Campione | Atleta                                                                                        | Prestazione | Data                                   | Competizione               |
| -------- | --------------------------------------------------------------------------------------------- | ----------- | -------------------------------------- | -------------------------- |
| Olimpico | Stati Uniti Tianna Bartoletta, Allyson Felix, English Gardner, Tori Bowie, Morolake Akinosun* | 41"01       | 19 agosto 2016 Rio de Janeiro, Brasile | Giochi della XXX Olimpiade |
| Mondiale | Stati Uniti Aaliyah Brown, Allyson Felix, Morolake Akinosun, Tori Bowie, Ariana Washington*   | 41"82       | 12 agosto 2017 Londra, Regno Unito     | Mondiali 2017              |

## Risultati

### Batterie
Le batterie si sono svolte il 4 ottobre dalle ore 20:40. I primi tre di ogni serie (Q) e i due tempi migliori tra gli esclusi (q) si qualificano alla finale .
| Pos. | Batteria | Corsia | Nazione           | Atlete                                                                       | Tempo | Note                                     |
| ---- | -------- | ------ | ----------------- | ---------------------------------------------------------------------------- | ----- | ---------------------------------------- |
| 1    | 2        | 8      | Giamaica          | Natalliah Whyte, Shelly-Ann Fraser-Pryce, Jonielle Smith, Natasha Morrison   | 42"11 | Q                                        |
| 2    | 2        | 4      | Gran Bretagna     | Asha Philip, Imani Lansiquot, Ashleigh Nelson, Daryll Neita                  | 42"25 | Q                                        |
| 3    | 2        | 6      | Cina              | Liang Xiaojing, Wei Yongli, Kong Lingwei, Ge Manqi                           | 42"36 | Q                                        |
| 4    | 1        | 3      | Stati Uniti       | Dezerea Bryant, Teahna Daniels, Morolake Akinosun, Kiara Parker              | 42"46 | Q                                        |
| 5    | 1        | 4      | Trinidad e Tobago | Semoy Hackett, Kelly-Ann Baptiste, Reyare Thomas, Kamaria Durant             | 42"75 | Q                                        |
| 6    | 1        | 7      | Svizzera          | Ajla Del Ponte, Sarah Atcho, Mujinga Kambundji, Salomé Kora                  | 42"82 | Q                                        |
| 7    | 2        | 2      | Germania          | Lisa-Marie Kwayie, Yasmin Kwadwo, Jessica-Bianca Wessolly, Gina Lückenkemper | 42"82 | q                                        |
| 8    | 2        | 7      | Italia            | Johanelis Herrera Abreu, Gloria Hooper, Anna Bongiorni, Irene Siragusa       | 42"90 | q                                        |
| 9    | 1        | 2      | Paesi Bassi       | Nargélis Statia Pieter, Marije van Hunenstijn, Jamile Samuel, Naomi Sedney   | 43"01 |                                          |
| 10   | 2        | 3      | Nigeria           | Joy Udo-Gabriel, Blessing Okagbare, Mercy Ntia-Obong, Rosemary Chukwuma      | 43"05 | Miglior prestazione personale stagionale |
| 11   | 2        | 5      | Ghana             | Flings Owusu-Agyapong, Gemma Acheampong, Persis William-Mensah, Halutie Hor  | 43"62 | Miglior prestazione personale stagionale |
| 12   | 1        | 5      | Kazakistan        | Rima Kashafutdinova, Elina Mikhina, Svetlana Golendova, Olga Safronova       | 43"79 |                                          |
| 13   | 1        | 9      | Danimarca         | Astrid Glenner-Frandsen, Ida Karstoft, Mette Graversgaard, Mathilde Kramer   | 43"92 |                                          |
|      | 1        | 6      | Australia         | Melissa Breen, Nana Owusu-Afriyie, Maddie Coates, Celeste Mucci              | dnf   |                                          |
|      | 2        | 9      | Brasile           | Bruna Farias, Vitória Cristina Rosa, Lorraine Martins, Rosângela Santos      | dq    |                                          |
|      | 1        | 8      | Francia           | Carolle Zahi, Cynthia Leduc, Estelle Raffai, Orlann Ombissa-Dzangue          | dq    |                                          |

### Finale
La finale si è svolta il 5 ottobre alle ore 22:05.
| Pos     | Corsia | Nazione           | Atlete                                                                       | Tempo | Note                                     |
| ------- | ------ | ----------------- | ---------------------------------------------------------------------------- | ----- | ---------------------------------------- |
| Oro     | 4      | Giamaica          | Natalliah Whyte, Shelly-Ann Fraser-Pryce, Jonielle Smith, Shericka Jackson   | 41"44 | Miglior prestazione mondiale stagionale  |
| Argento | 6      | Gran Bretagna     | Asha Philip, Dina Asher-Smith, Ashleigh Nelson, Daryll Neita                 | 41"85 | Miglior prestazione personale stagionale |
| Bronzo  | 7      | Stati Uniti       | Dezerea Bryant, Teahna Daniels, Morolake Akinosun, Kiara Parker              | 42"10 | Miglior prestazione personale stagionale |
| 4       | 9      | Svizzera          | Ajla Del Ponte, Sarah Atcho, Mujinga Kambundji, Salomé Kora                  | 42"18 | Record nazionale                         |
| 5       | 2      | Germania          | Lisa-Marie Kwayie, Yasmin Kwadwo, Jessica-Bianca Wessolly, Gina Lückenkemper | 42"48 |                                          |
| 6       | 5      | Trinidad e Tobago | Semoy Hackett, Kelly-Ann Baptiste, Mauricia Prieto, Kamaria Durant           | 42"71 | Miglior prestazione personale stagionale |
| 7       | 3      | Italia            | Johanelis Herrera Abreu, Gloria Hooper, Anna Bongiorni, Irene Siragusa       | 42"98 |                                          |
|         | 8      | Cina              | Liang Xiaojing, Wei Yongli, Kong Lingwei, Ge Manqi                           | dq    |                                          |